# سيريس (كاليفورنيا)
سيريس (بالإنجليزية: Ceres )‏ هي إحدى مدن مقاطعة ستانيسلاوس، كاليفورنيا. تم إعطاءها لقب مدينة في 25 فبراير، 1918.

## أعلام
- إدغار ديرينغ
- هولي باتلر
- جون ويلسون
- جون رادي
- كليف باروز